# 931 a.C.
Il 931 a.C. (CMXXXI a.C. in numeri romani) è un anno  del X secolo a.C.

## Eventi
- morte del re Salomone a Gerusalemme